# Kristin Armstrong
Kristin Armstrong (Boise (Idaho), 11 augustus 1973) is een voormalig Amerikaans wielrenster en drievoudig olympisch kampioene.
Ze heeft gestudeerd aan de Universiteit van Idaho en vroeger was ze actief op de triatlon. Sinds 2003 is ze professioneel wielrenster.
Tijdens de wereldkampioenschappen wielrennen in 2006 in het Oostenrijkse Salzburg werd zij wereldkampioen op het onderdeel tijdrijden, evenals in 2009 in het Zwitserse Mendrisio. Op de Olympische Zomerspelen 2008 in Peking werd Armstrong olympisch kampioen tijdrijden. Na haar tweede wereldtitel tijdrijden in 2009 zette ze een punt achter haar carrière. Op 15 september 2010 kreeg ze samen met haar man Joe Savola een zoon genaamd Lucas William Savola.
In het najaar van 2010 kondigde ze echter aan vanaf 2011 weer terug te keren in het peloton om haar olympische titel van 2008 te verdedigen. Op de Olympische Zomerspelen 2012 van Londen wist zij haar titel inderdaad te prolongeren, waarna ze wederom haar carrière beëindigde. In 2015 maakte ze echter nogmaals een comeback en ook op de Olympische Zomerspelen 2016 van Rio de Janeiro werd zij olympisch kampioen op de tijdrit. Ze is op dit moment nog steeds bij haar ploeg, die in aanloop naar Tokio 2020 Sho-Air TWENTY20 heet, om haar ervaring door te geven aan jonge talenten voor de Olympische Zomerspelen 2020.
Armstrong werd tweemaal tweede in de Ronde van Vlaanderen in de Olympische jaren 2008 en 2012.
Kristin Armstrong is geen familie van ex-wielrenner Lance Armstrong en moet ook niet worden verward met diens ex-vrouw die ook Kristin (Kik) heet.

## Palmares

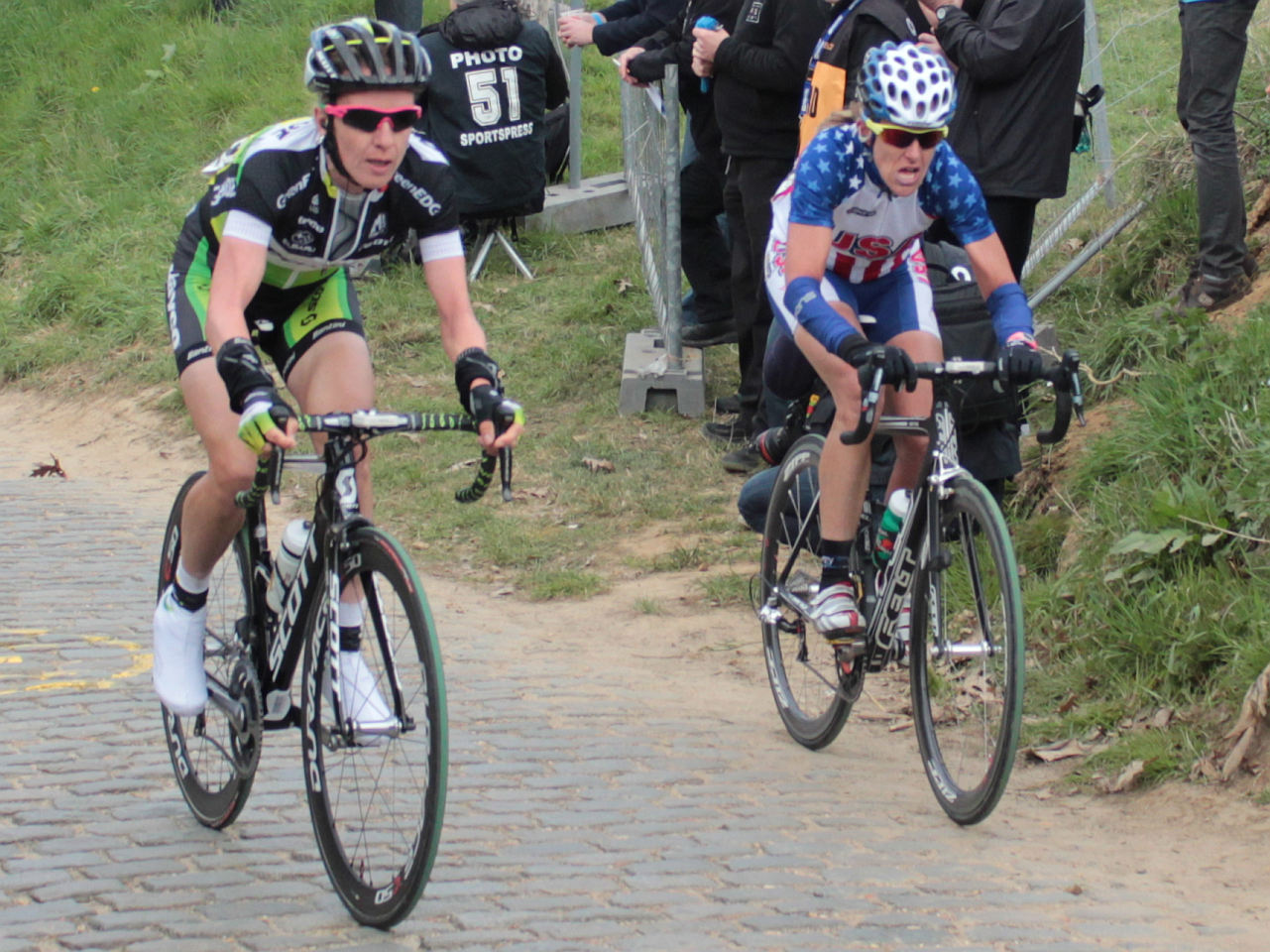
Armstrong (r) werd twee keer 2e in de Ronde van Vlaanderen

2004
- Amerikaanse kampioene op de weg

2005
- Wereldkampioenschap tijdrijden
- Pan-Amerikaans kampioene tijdrijden
- 1e Eindklassement Cascade Cycling Classic

2006
- Wereldkampioene tijdrijden
- Amerikaanse kampioene op de weg

2007
- Wereldkampioenschap tijdrijden

2008
- Olympische tijdrit
- Grote Prijs van de Etruskische Kust
- 1e Eindklassement Cascade Cycling Classic

2009
- Wereldkampioene tijdrijden
- Tour de Berne
- Open de Suède Vårgårda (ploegentijdrit)
- Eindklassement Tour de l'Ardèche
  - 3e etappe Tour de l'Ardèche
- Chrono des Nations

2011
- Amerikaans kampioenschap tijdrijden

2012
- Olympische tijdrit
- proloog Women's Tour Of New Zealand
- 1e etappe Energiewacht Tour (tijdrit)

2015
- Amerikaanse kampioene tijdrijden

2016
- Olympische tijdrit
- Amerikaans kampioenschap tijdrijden
- 2e etappe Ronde van Californië (ploegentijdrit)
- 3e etappe Tour of the Gila (tijdrit)
- Eindklassement Redlands Bicycle Classic

1996: Zoelfia Zabirova ·
2000: Leontien van Moorsel ·
2004: Leontien van Moorsel ·
2008: Kristin Armstrong ·
2012: Kristin Armstrong ·
2016: Kristin Armstrong ·
2020: Annemiek van Vleuten ·
2024: Grace Brown ·